# فاصله (فیلم ۱۹۸۵)
فاصله (به هندی: Faasle) فیلمی محصول سال ۱۹۸۵ و به کارگردانی یاش چوپرا است. در این فیلم بازیگرانی همچون سونیل دات، ریکا، فرح، روحان کاپور، فاروغ شیخ، دیپیتی نوال، راج کیران، سوشما ست و آلوک نات ایفای نقش کرده‌اند.